# 黃圖安
黃圖安（？—1659年），字四维，山東承宣布政使司東昌府堂邑縣（今山東省聊城市）人，明末清初政治人物。

## 生平
崇禎九年（1636年）丙子科山東鄉試，崇禎十年（1637年）聯登丁丑科進士，都察院觀政，本年六月授保定府推官，十二年罢职，十五年補庐江知縣，升工部虞衡司主事，十六年升户部湖廣司员外郎，十七年升任貴州司郎中，加兵部职方司郎中。
明亡仕清，授山西提刑按察司僉事、分守直隸易州道。順治二年，以都察院右僉都御史頭銜，任甘肅巡撫。順治十一年，以都察院右僉都御史、右副都御史銜，任寧夏巡撫。

## 家族
曾祖黄吉，祖黄履祥，父黄光耀〔庠生〕。